# Newfoundland (dominion)
Newfoundland (engelska: Dominion of Newfoundland) var en brittisk dominion från 1907 till 1949. Området hade tidigare haft status som en brittisk koloni och varit självstyrande från 1855. 1934 gav Newfoundland upp sitt självstyre. Newfoundland var beläget i nordöstra Nordamerika längs Atlantkusten och bestod av ön Newfoundland och Labrador på det kontinentala fastlandet. 
Newfoundland var självstyrande 1907–1934 när man frivilligt gav upp självstyret och återgick till direkt kontroll från London. Anledningen var en djup ekonomisk kris som bland annat berodde på byggandet av en järnväg samt kostnaderna för deltagandet i första världskriget. Fiske- och skogsindustrierna drabbades också av fallande priser. När världsekonomin gick in i en djup kris 1929 gick Newfoundland mot bankrutt. 1933 röstade Newfoundlands styre för att åter bli direkt styrt från London.
Mellan 1934 och 1949 administrerades Newfoundland av en kommissionsregering bestående av sex medlemmar och en guvernör som rapporterade till dominionministeriet i London. Newfoundland förblev en de jure dominion tills området, efter en folkomröstning i juli 1948, 1949 blev Newfoundland Kanadas tionde provins.